# Pomigliano Jazz Festival
Il Pomigliano Jazz Festival è una manifestazione musicale jazz che si svolge nel parco pubblico "Papa Giovanni Paolo II" nel mese di luglio a Pomigliano d'Arco (NA).
Il Festival è nato nel 1996, ad oggi è uno degli eventi musicali più importanti a livello campano. Vi hanno partecipato nel corso degli anni tanti artisti jazz del panorama italiano e internazionale, dando addirittura vita ad una etichetta discografica, Itinera, e ad una Fondazione, la Fondazione Pomigliano Jazz.

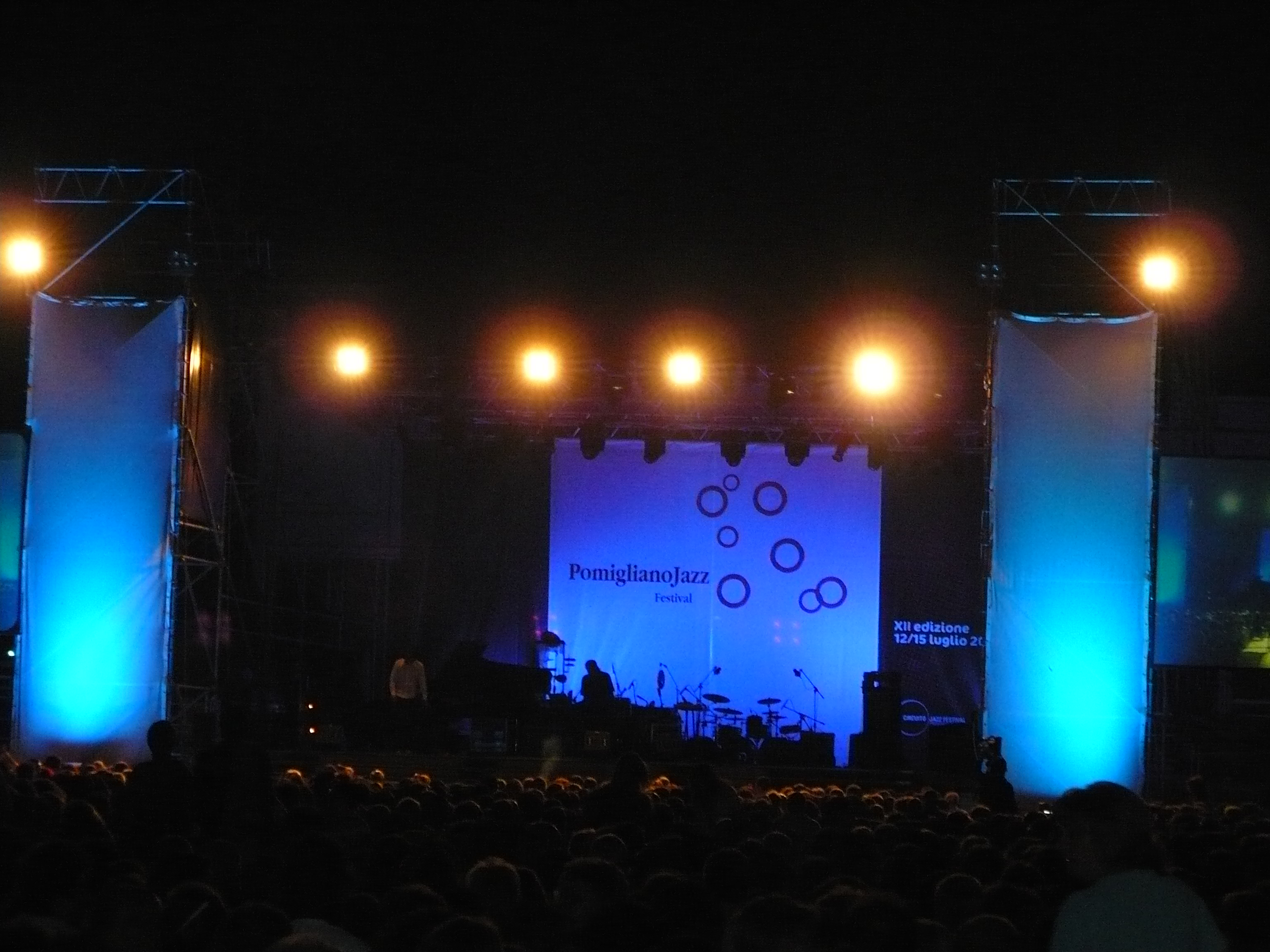
Il palco del Pomigliano Jazz Festival

## Storia
Nel 1996, sin dalla nascita il Pomigliano Jazz Festival si rivelò di altissimo livello grazie anche alla collaborazione con Umbria Jazz e al volontariato dell'associazione Metafore oltre che alla collaborazione dell'amministrazione comunale. Il battesimo dell'evento vide come ospite d'onore Herbie Hancock, alla sua seconda e ultima data in Italia dopo Perugia. Un anno dopo le cinque serate previste diventano consecutive, tre restano a pagamento e altre due totalmente gratuite come era successo anche nella prima stagione. Tra i nomi illustri quello di Roy Hargrove Crisol e Dee Dee Bridgewater. Nel 1998, tutto l'evento diventa gratuito e si decide di dedicare il tutto a George Gershwin. A ravvivare le serate, l'estro di Lester Bowie e i Brass Fantasy. Nella stagione successiva le serate scendono a tre, ma i talenti non mancano di certo.
Nel 2000 il Festival si sdoppia e comincia a prevedere anche una sezione invernale. Da questa edizione l'evento si ubica nella villa comunale di Pomigliano.
Nelle stagioni 2001 e 2002, le serate diventano quattro.
Nel 2003 ritornano al Pomigliano Jazz gli Art Ensemble of Chicago, già presenti in edizioni precedenti. La nona edizione invece, moltiplica gli spazi e dilata i tempi.
Nel 2011 il festival, per la prima volta, si è tenuto a settembre e non a luglio.
L'edizione del 2013 ha invece puntato a ridurre l'impatto ambientale agevolando la raccolta differenziata, il risparmio energetico e l'utilizzo di materiale di riciclo per gli allestimenti.

## Artisti

### 1996
- Herbie Hancock
- Dave Holland
- Craig Handy
- The Messengers - Chicago Gospel Choir
- Candy Dulfer
- Francesco Nastro
- Gazzara

### 1997
- Dee Dee Bridgewater
- Roy Hargrove Crisol
- Paolo Di Sabatino quartet
- The Lumzy Sisters
- Ricky Dillard's New Generation Chorale
- Freedom or not
- Francesco Nastro
- Trio Toykeat

### 1998
- Enrico Pieranunzi trio e Ada Montellanico
- Lester Bowie
- Tiziana Ghiglioni
- Giovanni Amato
- Francesco Nastro

### 1999
- Art Ensemble of Chicago
- Paolo Fresu
- Furio Di Castri
- Don Moye
- Zezi
- Marcello Colasurdo
- Antonello Salis
- Maria Pia De Vito
- Vittorio Pepe
- Peppe La Pusata
- Giovanni Sgammato
- Francesco Nastro

### 2000
- Enrico Pieranunzi trio
- Enzo Pietropaoli
- Stefano Bollani
- Maurizio Giammarco
- Mariano Deidda
- Paolo Di Sabatino quartet
- Stefano Di Battista
- Gabriele Mirabassi
- Antonio Onorato
- Elvin Jones
- Pietro Condorelli
- Bosso quintet
- Roberto Gatto quintet
- Nnenna Freelon quintet
- Boltro sextet
- Gianni Coscia
- Maria Pia De Vito
- Claudio Romano quintet
- Francesco Nastro

### 2001
- Chick Corea trio
- Don Moye sextet
- Rosario Giuliani
- Maurizio Giammarco
- Enrico Pieranunzi
- Joshua Redman quartet
- Marco Zurzolo
- Stefano Sabatini trio
- Piccinno quartet
- Francesco Nastro

### 2002
- Enzo Favata
- Roy Haynes
- Kenny Garrett
- Rosario Giuliani quartet
- Pietro Condorelli
- Avishai Cohen
- Nicholas Payton
- Dave Kikoski
- Christian Mc Bride
- Alfonso Deidda
- Marco Zurzolo
- Mc Coy Tyner quartet
- Francesco Nastro

### 2003
- Art Ensemble of Chicago Reunion
- Stefano Di Battista quartet
- Doctor 3
- Noa
- Antonio Onorato
- Marco Zurzolo
- Salvatore Tranchini quintet
- Dave Douglas quintet
- Nuova Orchestra Scarlatti
- Smith duo
- Horacio El Negro Hernandez & Robbie Ameen band
- Son de Cuba
- Tonino Taiuti

### 2004
- Enrico Pieranunzi
- Don Moye
- Baba Sissoko
- Maurizio Capone
- Ahmad Jamal
- Pippo Matino
- Flavio Boltro
- Henri Texier
- Charlie Haden
- Patrice Heral
- Tonino Esposito duo
- Maria Pia De Vito
- Peter Nylander
- Aldo Romano
- Louis Sclavis
- Tonino Taiuti
- Antonio Fresa
- Francesco D'Errico
- Marco Cappelli
- Marco Sannini
- Marco Zurzolo
- Francesco Nastro group

### 2005
- Maurizio Giammarco & Megatones
- Stefania Tallini trio
- Famoudou Don Moye
- Henri Texier
- Henry Threadgill
- McCoy Tyner
- Dave Holland
- Enzo Favata
- Aldo Farias
- Pietro Condorelli
- Antonio Onorato
- Daniele Sepe
- Franco Piccinno trio
- Erik Truffaz
- Marco Zurzolo
- Ben Allison
- Franco D'Andrea
- Dino Massa trio
- Roscoe Mitchell
- David Alan Gross
- Roberto Del Gaudio
- Daniele di Bonaventura
- Medeski Martin and Wood
- Rea, Sorrentino & Coppola
- Fawzi Chekili

### 2006
- Gianluca Petrella
- Francesco Bearzatti
- John Surman
- John Taylor
- Stefano Battaglia
- Famoudou Don Moye
- Paolo Fresu quintet
- Avishai Cohen
- Ada Montellanico & Enrico Pieranunzi
- Stanley Clarke
- George Duke
- Javier Girotto
- Nguyên Lê
- Kirk Lightsey trio
- Nnenna Freelon
- Orchestra Napoletana di Jazz + I Cameristi del Teatro di San Carlo
- Gianluca Renzi sextet
- Sam Barsh
- Is Jazz Ensemble 2006
- Mark Guiliana
- Pino Minafra Sud Ensemble
- Alfredo Laviano
- Valerio Scrignoli
- Giulio Martino

### 2007
- Jan Garbarek group
- Famoudou Don Moye
- Giorgio Gaslini
- Roy Hargrove quintet
- Javier Girotto
- Nils Petter Molvær
- Bill Laswell
- Mr Logic
- Sandro Deidda
- Maria Pia De Vito
- Guy Licata
- Ayid Dieng
- Eivind Aarset
- Alessandro La Corte
- Aldo Vigorito
- Carla Marciano
- PMJO Parco della Musica Jazz Orchestra
- Horacio “el Negro” Hernandez
- Ramsés Rodriguez
- Emilio del Monte
- Omar Gonzalez
- Javier Zalba
- Roberto Fonseca
- Roberto Dani
- Roberto Bonati
- Hartmut Geerken
- Francesco D'Errico
- Claudio Lugo
- Francesco Nastro

### 2008
- Enrico Pieranunzi
- Rosario Giuliani
- Enzo Pietropaoli
- Aldo Farias
- Jerry Popolo
- Hiram Bullock
- Darryl Jones
- Raiz
- Don Moye
- Flavio Dapiran quintet
- Randy Weston
- O.N.J. Orchestra Napoletana di Jazz
- Maria Pia De Vito
- Nublu Orchestra
- Kenwood Dennard
- Matthew Garrison
- Delmar Brown
- Sal Giorgianni
- Conrad Herwig
- Lewis Soloff
- Miles Evans
- Mark Ribot
- Doug Wieselman
- Dj Logic
- Marco Cappelli
- Randy Weston
- Fabrizio Sferra
- ICP Orchestra
- Cordoba Reunion
- Maria Pia De Vito

Francesco Nastro

### 2009
- Enrico Rava New Quintet
- Stefano Battaglia
- Fabrizio Bosso
- Francesco Bearzatti
- Anthony Braxton
- Pietro Condorelli
- Joe Lovano
- Raiz
- Famoudou Don Moye
- Giuseppe La Pusata
- O.N.J. Orchestra Napoletana di Jazz
- Orquestra Imperial
- Taylor Ho Bynum
- Leena Conquest
- Mario Raja Big Bang
- William Parker
- Eri Yamamoto
- Aldo Vigorito
- Martux_m
- Roberto Dani
- Salvatore Maiore
- Eivind Aarset Sonic Codex quartet
- Marco Zurzolo
- Mary Halverson
- Francesco Nastro

### 2010
- Brad Mehldau
- Giovanni Falzone
- Raiz
- Pietro Condorelli
- Archie Shepp quartet
- O.N.J. Orchestra Napoletana Di Jazz
- Sandro Deidda
- Jonas Kullhammar quartet
- Roberto Masotti
- Gianluca Lo Presti
- Eivind Aarset
- Michele Rabbia
- Pasquale Bardaro
- Guglielmo Guglielmi
- Aldo Vigorito
- Marco Zurzolo

### 2011
- James Senese
- Rocco Papaleo
- Richard Galliano
- Raiz
- Pietro Condorelli
- Enzo Nini
- Enrico Pieranunzi
- Pippo Matino
- Antonello Salis
- Avishai Cohen quartet
- Stefano Bollani
- Giovanni Guidi & the unknown rebel band
- Alessandro Tedesco quartet
- Morten Lund
- Jesper Bodilsen
- Simone Clarelli quartet
- Luciano Biondini
- Rita Marcotulli
- Marco Spedaliere quartet
- Eric Echampard
- Bruno Chevillon
- Louis Sclavis
- Michel Portal
- Jorge Bezerra
- Silvia Barba
- Peter De Girolamo
- Claudio Romano
- O.N.J. Orchestra Napoletana di Jazz
- Marco Sannini
- Matteo Franza
- Gianfranco Campagnoli
- Alessandro Tedesco
- Roberto Schiano
- Annibale Guarino
- Marco Zurzolo
- Nicola Rando
- Andrea Rea
- Aldo Vigorito
- Giuseppe La Pusata
- Giulio Martino
- Francesco Nastro

### 2012
- Mario Biondi
- Rita Marcotulli
- Vinicio Capossela
- Nils Petter Molvær
- Lee Konitz
- Paolo Damiani
- Martux_M
- Filippo Bianchi
- Yaron Herman
- Eivind Aarset
- Jan Bang
- Marco Zurzolo
- Mariano Bellopede
- Carmine Marigliano
- Francesco D'Errico

## 2013
- Ludovico Einaudi[1]
- Archie Shepp[1]
- Benny Golson[1]
- Enrico Rava
- Francesco Nastro[1]
- Antonio Onorato[1]
- Marco Zurzolo[1]